# Agro Síntesis (Argentina)
Agro síntesis (estilizado como AS desde el 25 de julio de 2011) fue un noticiero argentino de contenido agropecuario, conducido por Alejandro Ramírez y Mauricio Saldívar y emitido por Canal 13, de lunes a viernes a las 06:30 (UTC -3), con una duración de 30 minutos. siendo uno de los programas menos vistos de la televisión argentina, alcanzando un promedio de índice de audiencia inferior a 1.8 puntos.
El noticiero estaba concebido para acompañar al productor agropecuario en el comienzo del día, anunciando el estado y el pronóstico del tiempo para todas las regiones productivas argentinas y las cotizaciones de los principales mercados agrícolas nacionales e internacionales.
Cuenta con la estructura informativa de Canal Rural y el soporte técnico de Artear.
Este agronoticiero finaliza sus bloques informando las temperaturas pronosticadas para las principales localidades productivas y en el bloque final, los valores para las capitales provinciales y las ciudades más importantes del país.

## Historia
El noticiero nació el 12 de abril de 2010, para reemplazar al micronoticiero meteorológico Tiempo del tiempo.
El informativo no figura en las Grillas de Programación de El Trece y El Trece Satelital, y durante su emisión no aparecen ni el logo ni el zócalo convencional de la hora en pantalla (el noticiero tiene zócalo propio); también se anuncian los espacios publicitarios como exigen las disposiciones legales de la Ley de Medios pero con placa propia.
El 25 de julio de 2011, cambió toda su gráfica en pantalla, pero manteniendo la música, tal como el resto de los noticieros del canal.
El 9 de enero de 2015, finalizó Agro Síntesis y fue reemplazado por Tiempo del tiempo.